# سيغورد

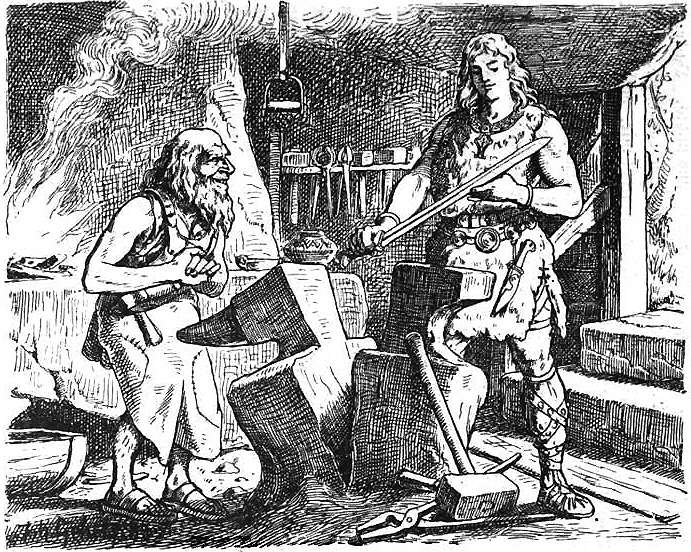
سيغورد وهو يحك سيفه

سيغورد أو سيغفريد (بالألمانية: Sîvrit) هو بطل أسطوري من الميثولوجيا الجرمانية [الإنجليزية] ، اشتهر بأسطورة قتله للتنين. كان متزوج من غودرون ‏ لتقوم الأميرة برونهيلد بقتلها لأجل ان تتزوج بسيغورد. وذكر أنه توفي بالتسمم بعد زواجه من برونهيلد.